# HD114365
HD114365 — хімічно пекулярна зоря спектрального класу A0, що має видиму зоряну величину в смузі V приблизно  6,1.
Вона  розташована на відстані близько 343,3 світлових років від Сонця.

## Фізичні характеристики
Телескоп Гіппаркос зареєстрував фотометричну змінність  даної зорі з періодом    1,27 доби в межах від  Hmin= 6,04 до  Hmax= 6,01.

## Пекулярний хімічний склад
Зоряна атмосфера HD114365 має підвищений вміст 
Si
.

## Магнітне поле
Спектр даної зорі вказує на наявність магнітного поля у її зоряній атмосфері.
Напруженість повздовжної компоненти поля оціненої з аналізу
становить  324,1± 198,2 Гаус.